# Los hombres del domingo
Los hombres del domingo (en alemán: Menschen am Sonntag) es una película dramática muda alemana de 1930 dirigida por Robert Siodmak y Edgar G. Ulmer a partir de un guion de Robert y Curt Siodmak. Curt era el hermano menor de Robert Siodmak. El largometraje sigue a un grupo de residentes de Berlín en un día de verano durante el período de entreguerras. La película cuenta con los aportes de Eugen Schüfftan (cinematografía), Billy Wilder (guion) y Fred Zinnemann (asistente de cinematografía).

## Producción
La obra lleva el subtítulo "una película sin actores" y se rodó los domingos del verano de 1929. Los actores eran aficionados cuyos trabajos diarios eran los que retrataban en la película. Los títulos iniciales informan a la audiencia que todos estos actores habían regresado a sus trabajos normales en el momento del estreno en febrero de 1930. Formaban parte de un colectivo de jóvenes berlineses que escribieron y produjeron la película con muy poco dinero. Esta obra de la Neue Sachlichkeit (Nueva objetividad),  con un guion ligero y sus observaciones de la vida cotidiana, se convirtió en un éxito sorpresa. 
Los hombres del domingo se destaca por su retrato de la vida cotidiana en Berlín antes de que Adolf Hitler se convirtiera en canciller y como uno de los primeros trabajos del escritor y director Billy Wilder antes de mudarse a los Estados Unidos para escapar de la Alemania de Hitler.
La película fue el debut como director de los hermanos Siodmak.  La película fue coproducida por Moriz Seeler, fundador de la productora Filmstudio 1929, y Seymour Nebenzal, primo de los Siodmak, cuyo padre Heinrich aportó el dinero.  La obra inició una amistad colaborativa de 30 años entre Nebenzal y Wilder. 
Siodmak la llamó "una pequeña película agradable" y dijo que Wilder sólo trabajó en la película "un par de minutos" aportando algunas ideas. 

## Trama
La película comienza un sábado por la mañana en estación del jardín zoológico de Berlín. Sus primeras escenas muestran el bullicioso tráfico del centro de la ciudad. La cámara sigue a cinco personajes centrales durante un fin de semana. Wolfgang (Wolfgang von Waltershausen), un apuesto joven, ve a una bonita mujer (Christl Ehlers) que parece estar esperando en la calle a alguien que no ha llegado. La lleva a tomar un helado, se burla de ella por haber sido dejada plantada y la invita a un pícnic al día siguiente.
Erwin (Erwin Splettstößer) trabaja como taxista. Mientras arregla el coche, su depósito recibe una llamada telefónica de su novia, Annie (Annie Schreyer), que quiere saber si irán al cine esa noche. Erwin claramente no tiene muchas ganas de ir. (Uno de los motivos de la película es restar importancia al cine en la vida de estos jóvenes berlineses). Al final del día, Erwin regresa a casa y encuentra a Annie deprimida en su destartalado apartamento. La pareja discute continuamente mientras se preparan para ir al cine. La primera pelea es por las fotografías de estrellas de cine en su baño. Annie aprecia las fotografías de varios actores mientras que Erwin disfruta de las fotografías de las actrices, y la pareja rompe las fotografías del otro durante la pelea. Surge otra discusión sobre si Annie debería llevar el ala de su sombrero hacia arriba o hacia abajo. (Otro tema de la película es el machismo egocéntrico representado por Erwin y Wolfgang.) Wolfgang llega en medio de esta discusión y Annie no va al cine. Erwin y Wolfgang beben cerveza y planean ir al campo al día siguiente.
A la mañana siguiente, los dos hombres toman un tren hacia Nikolassee,  acompañados por Christl y su amiga Brigitte (Brigitte Borchert). Annie se queda en casa y duerme todo el día. Los cuatro excursionistas caminan hasta el Wannsee, junto con muchos otros berlineses, para disfrutar de las playas y los parques. Mientras los cuatro amigos hacen un pícnic, nadan en el lago y ponen discos en un gramófono portátil, Wolfgang coquetea con Brigitte, para disgusto de Christl. Más tarde, persigue a Brigitte por el bosque, donde encuentran un lugar apartado y hacen el amor. Después los cuatro amigos dan un paseo en barco, durante el cual Erwin y Wolfgang coquetean con dos chicas que están en un barco de remos.
A continuación se muestran imágenes documentales de un partido de hockey en el Tiergarten, con berlineses en el balcón y en las ventanas. La gente hace siesta en los bancos del parque. La novela por entregas de Carl Bulcke Und so verbringst du deine kurzen Tage (Así es como pasas tus cortos días) está abierta en el periódico de Annie (Bulcke fue el principal censor cinematográfico alemán hasta 1924). La Hausvogteiplatz, el centro de la industria textil de Berlín, está desierta los domingos. Las imágenes de lápidas de un negocio de canteros y patios traseros deteriorados crean una atmósfera ambivalente: un solo caballero disfruta del monumento al “Gran Elector”, mientras los caminantes acompañan a una banda de músicos al paso. En la zona costera de Wannsee, por el contrario, reina mucho bullicio y caos colorido. Un fotógrafo toma fotografías de recuerdo para todos. Un gran número de visitantes de la playa son retratados con la cámara de cine: algunos tímidos, otros felices, otros en las poses típicas de las estrellas de cine.
De regreso a Berlín, Brigitte le sugiere a Wolfgang que se reencuentren el domingo siguiente. Él está de acuerdo, pero Erwin le recuerda después que habían planeado asistir a un partido de fútbol. La decisión de Wolfgang sigue sin resolverse. Erwin regresa y encuentra a Annie todavía acostada en la cama, despertando lentamente y dándose cuenta de que ese era el día de su excursión. Erwin enojado le muestra qué hora es. 
Como epílogo, con el intertítulo “Y luego el lunes”, hay bullicio en las calles, la gente camina al trabajo o a la escuela. En el medio, se muestran los intertítulos “otra vez trabajar”, “otra vez la vida cotidiana”, “otra vez la semana”. Brigitte vuelve a vender en la tienda Electrola. La película termina con la frase, cuyas palabras se suceden una tras otra: “4 millones esperan el próximo domingo”.

## Elenco
Los cinco papeles principales fueron interpretados por actores aficionados.
- El taxista. A Erwin Splettstößer le gustaba actuar y apareció más tarde en pequeños papeles en otras dos películas también dirigidas por Robert Siodmak, Abschied (1930) y Voruntersuchung (1931). Murió en 1932 murió cuando su propio taxi lo atropelló accidentalmente. [6]
- La asistente de ventas de la tienda de discos. Brigitte Borchert estaba vendiendo discos cuando la descubrieron para la película. Fue su único papel. Se casó con el ilustrador Wilhelm M. Busch en 1936, apareció en Weekend am Wannsee, un documental sobre Los hombres del domingo, en 2000, y murió en Hamburgo-Blankenese en agosto de 2011, a los 100 años. [7]
- El asistente de ventas en la tienda de vinos. Wolfgang von Waltershausen nació en 1900 en una familia adinerada de Baviera y era descendiente de Georg Friedrich Sartorius. Posteriormente tuvo pequeños papeles en otras dos películas: Ein Burschenlied aus Heidelberg, coescrita por Billy Wilder (1930), al igual que Der Mann, der seinen Mörder sucht, que también fue dirigida por Robert Siodmak y estrenada en 1931. Reich trabajó en la minería y en la Alemania Occidental de la posguerra vendió libros y casetes de audio. Estuvo casado dos veces y murió en 1973. [8]
- La extra de películas. Christl Ehlers nació en 1910, hija del artista y arquitecto Alfred Ehlers y de la clavecinista Alice Ehlers. Dejó Alemania en 1933, siguiendo a su padre judío a Mallorca, y luego se mudó a Inglaterra en 1938, en el apogeo de la guerra civil española. Se instaló con su madre en los Estados Unidos en 1940. Tuvo un pequeño papel en la película de Hollywood Escape (1940). Posteriormente se casó y tuvo cuatro hijos más, además de un hijo de un matrimonio anterior. Trabajó con su marido Hampden Wentworth en una empresa aeronáutica familiar, Longen Aircraft, y también tenía su propio negocio de vitaminas. Christina y su marido murieron juntos cuando su avión privado se estrelló en Reserve, Nuevo México, el 2 de febrero de 1960.
- Annie Schreyer, la modelo. No hay información disponible sobre ella. [9]

Cuatro actores conocidos en la República de Weimar aparecen en pequeños papeles:
- Kurt Gerron como él mismo
- Valeska Gert como ella misma
- Heinrich Gretler como él mismo
- Ernö Verebes como él mismo [10]

## Recepción
Los críticos contemporáneos consideraron la película como un retrato preciso y lacónico del Berlín que conocían  y vieron los intertítulos finales como una afirmación de que estos personajes representan a los berlineses comunes y corrientes de la vida real. En retrospectiva, estas palabras finales han adquirido una intensidad irónica a la luz de los horrores posteriores de la Alemania nazi.
Fritz Rosenfeld consideró que "Alemania produjo dos logros destacados en el cine mudo cuando el cine sonoro ya estaba en marcha: la película de Junghans 'So ist das Leben' y la película de Siodmak 'Los hombres del domingo'. Las dos películas tienen mucho en común. Surgieron de la misma intención de recrear la vida real en el cine, surgieron de la misma necesidad de los jóvenes artistas cinematográficos de poder crear libres de los dictados del gusto de los comerciantes de películas. […] La película terminada fue rechazada por la industria cinematográfica, pero encontró un éxito sorprendente, enorme y honesto entre el público […]  No es la última buena película muda que finalmente llega a nosotros después de un largo retraso: pero sí una de las obras más importantes e interesantes que el cine ha tenido para ofrecernos hasta ahora." 
El Lexicon des internationalen Films resaltó la importancia de la película en el marco histórico: "Un collage semidocumental de escenas de juego y reportaje social, una de las obras destacadas de la vanguardia del cine mudo alemán a través del verismo visual, la representación y comunicación de la realidad social. Las observaciones precisas y auténticas del entorno de la cultura de cuello blanco, ejemplar del desarrollo social de finales de los años veinte, tienen el carácter de un documento histórico; El estilo de puesta en escena de la película, que desarrolla sus episodios a partir del estilo de las ubicaciones originales y la autorretrato espontánea de sus actores aficionados, influyó en el realismo poético en Francia en los años 1930 y tuvo un efecto formador de estilo en el neorrealismo italiano." 

## Legado
En otoño de 2002, Los hombres del domingo se presentó en una de las Jornadas de la Cultura Judía popular de Berlín. El grupo Trio Bravo+, con sede en Berlín del Este, recibió el encargo de producir una nueva música muda para la película, que resultó ser un gran éxito y posteriormente se lanzó como un CD con la banda sonora independiente. 
En 2005, el Instituto de Cine de los Países Bajos lanzó un DVD actualizado de la película, restaurando algunas escenas faltantes y encargando una nueva partitura a Elena Kats-Chernin. Esta es la versión utilizada por el British Film Institute como base para su propio DVD titulado Los hombres del domingo, lanzado el 25 de abril de 2005. 
The Criterion Collection lanzó su edición de Los hombres del domingo en Blu-ray y DVD en los Estados Unidos el 28 de junio de 2011, con una partitura de The Mont Alto Motion Picture Orchestra y la banda sonora de Elena Kats-Chernin como alternativa. 
Antes de la producción de la serie de televisión alemana Babylon Berlin, el productor Stephan Arndt y el director Achim von Borries proyectaron "Menschen am Sontag" para todo el elenco y el equipo para ayudarlos a comprender mejor la vida en Berlín bajo la República de Weimar, antes de la era nazi. 